# Йохан фон Хоенцолерн-Зигмаринген
Йохан фон Хоенцолерн-Зигмаринген (на немски: Johann von Hohenzollern-Sigmaringen; * 17 август 1578 в Зигмаринген; † 22 март 1638 в Мюнхен) от швабската линия на Хоенцолерните е граф (1606 – 1623) и княз на Хоенцолерн-Зигмаринген (1623 – 1638).
Той е големият син на граф Карл II фон Хоенцолерн-Зигмаринген (1547 – 1606) и първата му съпруга Евфросина фон Йотинген-Валерщайн (1552 – 1590), дъщеря на граф Фридрих V фон Йотинген-Валерщайн († 1579) и Еуфемия фон Йотинген-Флокберг (1523 – 1560). По-малкият му брат Айтел Фридрих (1582 –1625) е епископ на Оснабрюк и кардинал.
Йохан следва държавни и правни науки в университетите Фрайбург и Инголщат. В Инголщат се спиетелява с Максимилиан I Баварски. Също става приятел и с по-късния император Фердинанд II. С управляващия по това време император Рудолф II фон Хабсбург той има добри отношения.
Йохан се жени на 30 юни 1602 г. за братовчедката си графиня Йохана фон Хоенцолерн-Хехинген (* 1581; † 26 април 1634), дъщеря на граф Айтел Фридрих IV фон Хоенцолерн-Хехинген и графиня Сибила фон Цимерн-Мьоскирх.
През 1606 г. Йохан наследява баща си като граф. Той става член и по-късно президент на тайния съвет в Бавария. През 1623 г. е издигнат на княз. С измирането на линията Хоенцолерн-Хайгерлох той получава територията през 1634 г.
Йохан умира през 1638 г. в Мюнхен на 60 години, четири години след съпругата си. Наследен е от син му Майнрад I.

## Деца
Йохан и съпругата му Йохана имат децата:
- Майнрад I (1605 – 1681), княз на Хоенцолерн-Зигмаринген, женен за графиня Анна Мария фон Тьоринг-Зеефелд (1613 – 1682)
- Мария (1606 – 1674), омъжена I. 1626 г. за граф Паул Андреас фон Волкенщайн (1595 – 1635), II. пр. 6 септември 1645 г. за фрайхер Рудолф Георг фон Хасланг († сл. 1676).
- Сибила Евфросина (* 15 юни 1607; † 25 юли 1636, погребана в Мюнхен), омъжена I. на 16 октомври 1622 г. в Зигмаринген за граф Георг Вилхелм фон Хелфенщайн-Мескирх (1605 – 1627); II. 1631 г. за граф Ернст Бено фон Вартенберг (1604 – 1666)